# 腹腔溫熱化療
腹腔溫熱化療 （intraperitoneal hyperthermic chemoperfusion，HIPEC或IPHC）是用於治療晚期腹部癌症的化學治療，與外科手术一起進行。 治療过程将加热的抗癌药物注入腹膜腔 （腹部）并循环灌洗，常用的藥物是丝裂霉素C和顺铂 。

## HIPEC的用途
通常先以手術盡量切除腹腔腫瘤（可能要切除所有遭侵犯的腹膜），手術过程可能需要8到10个小时，後遺症也很多。有些腹腔內晚期癌症腫瘤已經到處散播，不太可能以手術完全切除，腹腔溫熱化療為一種治療選項。對於外科醫師認為仍可手術切除的腫瘤，也可在術中進行腹腔溫熱化療，以輔助手術治療與傳統化療。
常使用於阑尾癌， 大肠癌 ， 卵巢癌 ， 增生性小圆形细胞瘤 ， 胃癌 ，阑尾粘液腺癌 （MAC）， 间皮瘤 ，低度惡性肉瘤 。 

### 卵巢癌
在第三期的卵巢上皮癌患者，在進行癌細胞減容手術時併用腹腔溫熱化療，比单僅进行手术治療，无复发生存期和总生存期較長，且並未导致更高的副作用发生率。

### 化学治疗藥剂
有多種化療藥物曾使用， 但对于应使用哪种药物尚无明确共识。 丝裂霉素C和奥沙利铂是大肠癌最常用的药物，而顺铂用于卵巢癌。
- 丝裂霉素C [6]
  - 每3公升 30  毫克灌注60分钟+ 10  毫克灌注40分钟
- 奥沙利铂 [7]
  - 同時併用靜脈內注熱5-FU 
    - 460   mg / m2，在攝氏42-43度下持续灌注30分钟 
    - 合併使用靜脈注射 5-FU 400  毫克/平方米和 leucovorin 20  毫克/平方米
- 顺铂
- 伊立替康

## 程序
1. 探查 ：外科醫師打開腹腔並評估腫瘤狀況。
2. 減容手術：外科医生切除可见的肿瘤。 然而，即使將所有可见肿瘤皆切除，仍然可能會有癌细胞殘存。
3. 化学灌注 ：用加热的化療藥物溶液冲洗腹腔。 与機由靜脈給藥的全身化疗不同，腹腔溫熱化療大部分是在腹膜腔中进行的。 因此可以使用更高浓度的化疗藥物，以減少在全身化疗時可見的毒性和副作用。

## 麻醉
目标导向疗法可能有助于視病人狀況调整輸液至療和药物，以避免輸液过度，並确保血液动力学稳定。

## 争议
雖然減容手術合併腹腔溫熱化療可能治愈癌症，但会导致手術周期的高发病率和死亡率，以及生活品质的短期下降。  怀疑者认为，尚无多中心的第三期隨機臨床試驗比較減容手術合併腹腔溫熱化療，與完全減容手術後進行全身化療，因此该疗法尚未達到被稱為標準治療的科学标准。 支持者认为迄今並無全身性疗法能够延长腹膜转移的生存期。 根据原发肿瘤和疾病的程度，仅使用全身治疗，腹膜转移病人的生存期中位數不到36个月。  減容手術合併腹腔溫熱化療治療大腸癌腹膜轉移病人，其5年无复发率或治愈率至少为16％。 